# John Tresvant
John B. Tresvant (Washington D. C., 6 de noviembre de 1939) es un exjugador de baloncesto estadounidense que disputó nueve temporadas en la NBA. Con 2,01 metros de estatura, jugaba en la posición de ala-pívot.

## Trayectoria deportiva

### Universidad
Jugó durante tres temporadas con los Redhawks de la Universidad de Seattle, en las que promedió 12,6 puntos y 11,1 rebotes por partido, 17,1 y 14,0 en su temporada sénior. Actualmente posee la cuarta mejor marca reboteadora en un partido de la División I de la NCAA, tras conseguir 40 ante Montana en 1963.

### Profesional
Fue elegido en la cuadragésima posición del Draft de la NBA de 1964 por St. Louis Hawks, donde apenas jugó 4 partidos en su primera temporada. Poco después de comenzada la siguiente, fue traspasado junto con Chico Vaughn a Detroit Pistons a cambio de Rod Thorn.
En los Pistons fue poco a poco haciéndose con un puesto de titular, y así, en la temporada 1967-68 estaba promediando 13,3 puntos y 9,8 rebotes por partido, hasta que fue traspasado a Cincinnati Royals junto con Tom Van Arsdale a cambio de Happy Hairston y Jim Fox.
En los Royals se afianzó en el puesto de titular, pero al año siguiente, cuando estaba siendo uno de los jugadores más destacados de su equipo con 11,9 puntos y 8,2 rebotes por partido, fue nuevamente traspasado, en esta ocasión a Seattle SuperSonics, a cambio de Al Tucker. Al año siguiente fue traspasado a Los Angeles Lakers, donde disputó las Finales de la NBA de 1970 ante New York Knicks, en las que cayeron por 4-3. Tresvant promedió esa temporada 5,9 puntos y 3,2 rebotes por partido.
En 1970 es traspasado a los Baltimore Bullets a cambio de una futura ronda del draft, donde jugaría, ya como suplente, sus tres últimas temporadas como profesional.

## Estadísticas de su carrera en la NBA

### Temporada regular
| Temporada | Edad | Equipo              | Liga | P   | TIT | MIN  | TC  | TCA  | %TC  | 3P | 3PA | %3P | TL  | TLA | %TL  | R.OF. | R.DEF. | REB  | ASIS | ROB | TAP | PER | FP  | PTS  |
| 1964-65   | 25   | St. Louis Hawks     | NBA  | 4   |     | 8.8  | 1.0 | 2.8  | .364 |    |     |     | 1.5 | 2.3 | .667 |       |        | 4.5  | 1.5  |     |     |     | 2.3 | 3.5  |
| 1965-66   | 26   | TOTAL               | NBA  | 61  |     | 15.9 | 2.8 | 6.6  | .428 |    |     |     | 2.3 | 3.1 | .747 |       |        | 6.0  | 1.2  |     |     |     | 2.9 | 7.9  |
| 1965-66   | 26   | St. Louis Hawks     | NBA  | 15  |     | 14.2 | 2.5 | 5.2  | .474 |    |     |     | 1.8 | 2.1 | .844 |       |        | 5.7  | 0.7  |     |     |     | 2.9 | 6.7  |
| 1965-66   | 26   | Detroit Pistons     | NBA  | 46  |     | 16.4 | 2.9 | 7.0  | .416 |    |     |     | 2.5 | 3.4 | .728 |       |        | 6.1  | 1.3  |     |     |     | 3.0 | 8.3  |
| 1966-67   | 27   | Detroit Pistons     | NBA  | 68  |     | 22.8 | 3.8 | 8.6  | .438 |    |     |     | 2.4 | 3.4 | .701 |       |        | 7.1  | 1.3  |     |     |     | 3.6 | 9.9  |
| 1967-68   | 28   | TOTAL               | NBA  | 85  |     | 29.1 | 4.7 | 10.2 | .457 |    |     |     | 2.9 | 4.5 | .651 |       |        | 8.3  | 1.9  |     |     |     | 4.0 | 12.3 |
| 1967-68   | 28   | Detroit Pistons     | NBA  | 55  |     | 30.4 | 5.0 | 10.9 | .461 |    |     |     | 3.3 | 5.1 | .658 |       |        | 9.8  | 2.1  |     |     |     | 4.3 | 13.3 |
| 1967-68   | 28   | Cincinnati Royals   | NBA  | 30  |     | 26.7 | 4.0 | 9.0  | .448 |    |     |     | 2.2 | 3.5 | .632 |       |        | 5.6  | 1.5  |     |     |     | 3.5 | 10.3 |
| 1968-69   | 29   | TOTAL               | NBA  | 77  |     | 32.2 | 4.9 | 10.6 | .463 |    |     |     | 2.6 | 4.3 | .612 |       |        | 8.9  | 2.2  |     |     |     | 3.9 | 12.5 |
| 1968-69   | 29   | Cincinnati Royals   | NBA  | 51  |     | 33.0 | 4.7 | 10.4 | .450 |    |     |     | 2.5 | 4.4 | .583 |       |        | 8.2  | 2.0  |     |     |     | 3.8 | 11.9 |
| 1968-69   | 29   | Seattle SuperSonics | NBA  | 26  |     | 30.8 | 5.4 | 11.1 | .488 |    |     |     | 2.8 | 4.1 | .673 |       |        | 10.3 | 2.4  |     |     |     | 4.1 | 13.6 |
| 1969-70   | 30   | TOTAL               | NBA  | 69  |     | 21.7 | 3.8 | 8.6  | .444 |    |     |     | 3.0 | 4.1 | .725 |       |        | 6.2  | 1.6  |     |     |     | 3.0 | 10.6 |
| 1969-70   | 30   | Seattle SuperSonics | NBA  | 49  |     | 26.1 | 4.4 | 10.3 | .428 |    |     |     | 3.7 | 5.1 | .735 |       |        | 7.4  | 1.9  |     |     |     | 3.3 | 12.6 |
| 1969-70   | 30   | Los Angeles Lakers  | NBA  | 20  |     | 11.1 | 2.4 | 4.4  | .534 |    |     |     | 1.2 | 1.8 | .657 |       |        | 3.2  | 0.9  |     |     |     | 2.0 | 5.9  |
| 1970-71   | 31   | TOTAL               | NBA  | 75  |     | 20.2 | 2.7 | 5.8  | .463 |    |     |     | 1.9 | 2.7 | .712 |       |        | 5.1  | 1.1  |     |     |     | 2.6 | 7.3  |
| 1970-71   | 31   | Los Angeles Lakers  | NBA  | 8   |     | 8.3  | 2.3 | 4.4  | .514 |    |     |     | 0.9 | 1.3 | .700 |       |        | 2.9  | 1.3  |     |     |     | 1.4 | 5.4  |
| 1970-71   | 31   | Baltimore Bullets   | NBA  | 67  |     | 21.7 | 2.7 | 6.0  | .459 |    |     |     | 2.1 | 2.9 | .713 |       |        | 5.4  | 1.1  |     |     |     | 2.8 | 7.6  |
| 1971-72   | 32   | Baltimore Bullets   | NBA  | 65  |     | 18.9 | 2.5 | 5.5  | .450 |    |     |     | 1.9 | 2.3 | .818 |       |        | 5.0  | 1.3  |     |     |     | 2.7 | 6.8  |
| 1972-73   | 33   | Baltimore Bullets   | NBA  | 55  |     | 9.8  | 1.5 | 3.3  | .467 |    |     |     | 0.7 | 1.1 | .695 |       |        | 2.8  | 0.6  |     |     |     | 1.8 | 3.8  |
| Total     |      |                     | NBA  | 559 |     | 22.0 | 3.4 | 7.6  | .451 |    |     |     | 2.3 | 3.3 | .693 |       |        | 6.3  | 1.4  |     |     |     | 3.1 | 9.2  |

### Playoffs
| Temp.   | Edad | Equipo             | Liga | P  | MIN | TCA | TC  | 3PA | 3P | TLA | TL | R.OF. | REB | ASIS | ROB | TAP | PER | FP  | PTS | %TC  | %3P | %FT  | MIN  | PTS | REB | AST |
| 1969-70 | 30   | Los Angeles Lakers | NBA  | 11 | 148 | 23  | 51  |     |    | 19  | 23 |       | 38  | 16   |     |     |     | 22  | 65  | .451 |     | .826 | 13.5 | 5.9 | 3.5 | 1.5 |
| 1970-71 | 31   | Baltimore Bullets  | NBA  | 18 | 484 | 56  | 137 |     |    | 38  | 57 |       | 134 | 19   |     |     |     | 64  | 150 | .409 |     | .667 | 26.9 | 8.3 | 7.4 | 1.1 |
| 1971-72 | 32   | Baltimore Bullets  | NBA  | 6  | 180 | 20  | 48  |     |    | 7   | 11 |       | 58  | 6    |     |     |     | 23  | 47  | .417 |     | .636 | 30.0 | 7.8 | 9.7 | 1.0 |
| 1972-73 | 33   | Baltimore Bullets  | NBA  | 5  | 50  | 5   | 15  |     |    | 2   | 4  |       | 16  | 3    |     |     |     | 6   | 12  | .333 |     | .500 | 10.0 | 2.4 | 3.2 | 0.6 |
| Total   |      |                    | NBA  | 40 | 862 | 104 | 251 |     |    | 66  | 95 |       | 246 | 44   |     |     |     | 115 | 274 | .414 |     | .695 | 21.6 | 6.9 | 6.2 | 1.1 |